# Imbuia
Imbuia är en kommun i Brasilien.   Den ligger i delstaten Santa Catarina, i den södra delen av landet, 1 300 km söder om huvudstaden Brasília. Antalet invånare är 5 709.
Omgivningarna runt Imbuia är en mosaik av jordbruksmark och naturlig växtlighet. Runt Imbuia är det ganska glesbefolkat, med 23 invånare per kvadratkilometer.